# 이만손
이만손(李晩孫, 1811년~1891년)은 조선 고종 때의 유학자이다. 이황의 후손으로, 영남 유생들을 이끌고 위정척사론을 내세우면서 민씨 세도의 개화 정책을 정면으로 비난하였다. 김홍집이 일본에서 《조선책략》을 가지고 돌아와 왕에게 바치자, 1882년 강진규 등과 함께 〈만인소〉를 올려 당시의 정책을 비난하다가 유배되었다. 임오군란 후, 흥선대원군이 정권을 잡자 석방되었다.

## 참고 문헌
- 이 문서에는 다음커뮤니케이션(현 카카오)에서 GFDL 또는 CC-SA 라이선스로 배포한 글로벌 세계대백과사전의 내용을 기초로 작성된 글이 포함되어 있습니다.